# ما دوستان تو هستیم
ما دوستان تو هستیم (انگلیسی: We Are Your Friends) فیلمی در ژانر رمانتیک و درام به کارگردانی ماکس جوزف است که در سال ۲۰۱۵ منتشر شد. این اولین فیلم بلند سینمایی جوزف در مقام کارگردان است.

## داستان
فیلم، داستان کول کارتر (زک افران) یک دی‌جی جوان و دوستان او در لس‌آنجلس است که خیلی از آنها درگیر کارهای نیمه خلاف هستند. او با یک دی‌جی قدیمی به نام جیمز Reed (وس بنتلی) آشنا می‌شود و رفاقت نزدیک آنها باعث ایجاد رابطه بین کول و دوست دختر جیمز سوفی (امیلی راتاجکوسکی) می‌شود. این ارتباط رفاقت کول و جیمز را دچار مشکل می‌کند و کول باید تصمیم سختی دربارهٔ آینده خود بگیرد.

## بازیگران
- زک افران
- امیلی راتاجکوسکی
- وس بنتلی
- شایلو فرناندز
- الکس شیفر
- جانی وستن
- جان برنثال
- دیلان فرانسیس
- نیکی رومرو
- آلسو
- آلیسیا کوپولا
- بریتنی فورلان
- جان آبراهامز
- میراندا ری مایو